# The Bride's Silence
The Bride's Silence is een Amerikaanse dramafilm uit 1917 onder regie van Henry King. De film werd destijds in Nederland uitgebracht onder de titel Haar geheim.

## Verhaal
Een vrouw komt de kamer binnen en vermoordt Nathan Standish met een dolk. Zijn zus Sylvia verstopt die dolk en ze zegt geen woord, als de huisknecht Bobbins wordt opgepakt voor de moord. Later trouwt ze met de advocaat Paul Wagner om haar vader te behagen. Wanneer ze een poging doet om Bobbins te bevrijden, ruikt rechercheur Bull Ziegler onraad. Als ook haar man haar gaat verdenken, krijgt ze een zenuwinzinking. Wagner en haar vader brengen haar naar een sanatorium in de bergen om te herstellen. Op het ogenblik dat Ziegler haar wil inrekenen, komt er een telegram aan. Daaruit blijkt dat Nathan werd vermoord door een nicht en dat Sylvia enkel de familie-eer wilde redden.

## Rolverdeling
| Acteur           | Personage       |
| ---------------- | --------------- |
| Gail Kane        | Sylvia Standish |
| Lew Cody         | Paul Wagner     |
| Henry A. Barrows | Nathan Standish |
| Jim Farley       | Bull Ziegler    |
| Robert Klein     | Bobbins         |
| Ashton Dearholt  | Ford            |